# Resolució 1544 del Consell de Seguretat de les Nacions Unides
La Resolució 1544 del Consell de Seguretat de les Nacions Unides fou adoptada el 19 de maig de 2004. Després de recordar totes les resolucions anteriors sobre la situació a l'Orient Mitjà, en particular les resolucions 242 (1967), 338 (1973), 446 (1979), 1322 (2000), 1397 (2002),  1402 (2002), 1403 (2002), 1405,  1435 (2002) i 1515 (2003), el Consell va cridar Israel a cessar la demolició d'habitatges palestins.
Els Estats Units es van abstenir de la votació de la Resolució 1544, afirmant que havien instat a Israel a moderar-se i que no s'hi adreçava la qüestió dels militants palestins que feien contraban armes a través de la Franja de Gaza.

## Resolució

### Observacions
El Consell de Seguretat va reiterar que Israel, com a poder d'ocupació, havia de complir les seves obligacions legals en virtut del Quart Conveni de Ginebra, mentre que era cridat a respondre les seves necessitats de seguretat d'acord amb dret internacional. Va expressar la seva preocupació pel deteriorament de la situació als territoris ocupats per Israel des de 1967 i condemna l'assassinat d'un palestí a la zona de Rafah.
El preàmbul de la resolució també va expressar la seva preocupació per la demolició de les llars palestines al camp de Rafah. El Consell va recordar les obligacions del Govern d'Israel i de l'Autoritat Nacional Palestina en virtut del full de ruta per a la pau. Es van condemnar tots els actes de terror, violència i destrucció.

### Actes
El Consell demana a Israel que respecti les seves obligacions en virtut del dret internacional humanitari i que posi fi a la demolició d'habitatges en violació d'aquesta llei. Hi havia una preocupació per la situació humanitària dels palestins sense llar a la zona de Rafah i es necessitava assistència d'emergència. Es va demanar a ambdues parts que posessin fi a la violència, respectessin obligacions legals i implementessin de manera immediata les seves obligacions segons el full de ruta.